# Gagrella sexmaculata
Gagrella sexmaculata is een hooiwagen uit de familie Sclerosomatidae.